# Записки о кошачьем городе
«Записки о кошачьем городе» (кит. упр. 猫城记, пиньинь māo chéng jì) — сатирический роман-антиутопия Лао Шэ, опубликованный в 1932 году. Сам автор и многие критики считали роман неудачным произведением, однако он был переведён на английский, французский, немецкий, венгерский языки и остаётся одним из наиболее известных произведений писателя.
«Записки о кошачьем городе», изданные как самостоятельная книга в 1933 году, можно считать образом китайского общества 30-х годов XX века. В это время Китай переживал период «смутного времени». В стране бушует гражданская война: Гоминьдан проводит политику террора в отношении всех своих противников, и прежде всего против созданных под руководством КПК отрядов Красной армии Китая. Создано оппозиционное Временное центральное правительство Китайской Советской республики. Трагедию гражданской войны усиливает оккупация Японией Северо-Восточного Китая и создание там марионеточного государства во главе с последним императором цинской династии (отрекшимся от престола в 1912 году).

## Сюжет
Действие происходит на Марсе, где будто бы существует цивилизация существ, внешне напоминающих кошек. Главный герой-землянин, вооружённый пистолетом и спичками, оказывается обладателем самого мощного оружия в кошачьем мире. Кошачий город — столица государства, кичащегося своей древней историей, поэзией и культурой, однако пришедшего в сильнейший упадок вследствие выращивания «дурманных» деревьев и растления правящей элиты. В результате в кошачьем государстве, куда попал рассказчик, к примеру, наступила «всеобщая грамотность» (вследствие однодневного пребывания в школе-университете), войска не защищают народ, а грабят людей, их немного сдерживает лишь страх перед иностранцами-сторожами.